# ピエール＝ポール・ル・メルシエ・ド・ラ・リヴィエール
ピエール＝ポール・ル・メルシエ・ド・ラ・リヴィエール・ド・サン＝メダール（Pierre-Paul Le Mercier de la Rivière de Saint-Médard、1719年3月10日 - 1801年11月27日）は、フランスの重農主義の経済思想家。名前は、ルメルシエ(Lemercier)と表記されることもある。

## 生涯
ソミュールに生まれる。父親はトゥール納税区に勤務した財務官。1756年にケネーと知り合った。1759年から1764年まで、西インド諸島のフランス植民地マルティニークの知事を務めた。
1767年に主著『政治社会の自然的・本質的秩序(l'Ordre naturel et essentiel des sociétés politiques) 』を公刊した。この著作は、重農主義学説の立場から本格的に政治体制について記したものである。作品のなかで、ル・メルシエ・ド・ラ・リヴィエールは、「合法的専制」という統治概念を提起した。この観念は、ケネーが理想の経済秩序との関係で唱えた「正統な専制政治」の理論をさらに詳細に発展させたものであった。この作品は、ディドロやアダム・スミスによって高く評価されたが、ヴォルテールやマブリらの批判を呼んだ。政界ではディドロと親しいロシアのエカチェリーナ2世に評価され、彼女の招きによって、ル・メルシエ・ド・ラ・リヴィエールはロシアを訪問した。
1785年公の活動から引退したが、その後の1792年に、ユートピア小説『幸福な国民またはフェリシー人の政体』を出版した。

## 邦訳
- 『幸福な国民またはフェリシー人の政体』(増田真訳、岩波書店<ユートピア旅行記叢書第15巻所収>、2000年 ISBN 4-00-026105-3)

## 主著『政治社会の自然的・本質的秩序』の構成
<第一部>「秩序の理論」－－社会の物理的必要性　(第1章～第9章)
<第二部>「実際に適用された秩序」－－社会の本質的形態　(第10章～第24章)
<第三部>「第二部の展開の続き」　(第25章～第44章)